# Bholkadamgera, Shahpur
Bholkadamgera là một làng thuộc tehsil Shahpur, huyện Gulbarga, bang Karnataka, Ấn Độ.